# Alte Synagoge (Göttingen)

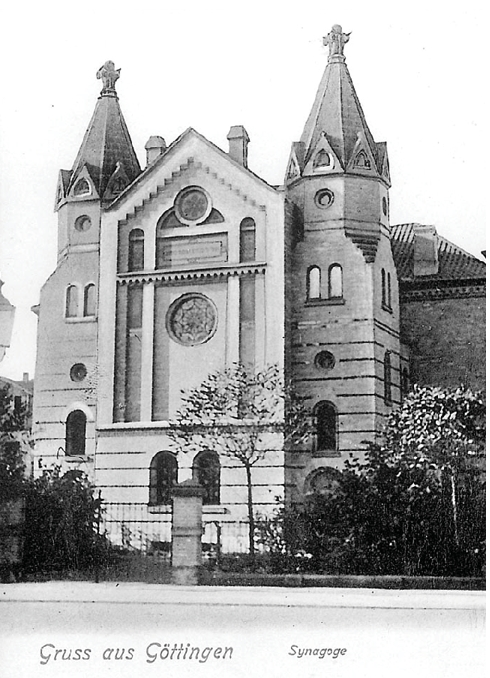
Alte Synagoge in Göttingen

Die Alte Synagoge in Göttingen, einer Universitätsstadt im südlichen Niedersachsen, wurde von 1869 bis 1872 erbaut. Die Synagoge befand sich in der Unteren Masch.

## Geschichte

### Vorgeschichte
Die erste urkundliche Erwähnung einer jüdischen Gemeinde in Göttingen datiert 1289; die Urkunde enthält eine Erlaubnis der Braunschweiger Herzöge Wilhelm und Albrecht an den Göttinger Magistrat, einen Juden namens Moyse und dessen Nachkommen als Bürger der Stadt aufzunehmen.
Eine 1334 erstmals erwähnte Synagoge in der Jüdenstraße wurde in der ersten Verfolgungswelle um 1350 zerstört. Anlass war der Vorwurf, jüdische „Brunnenvergifter“ seien für den Ausbruch der Pest verantwortlich. In der Mitte des 15. Jahrhunderts fand der zweite große Abbruch jüdischen Lebens in Göttingen statt, dem unter anderem die jüdische Schule in der Speckstraße zum Opfer fiel. Jüdisches Leben in Göttingen begann danach, wohl auch durch den starken Antijudaismus des folgenden Jahrhunderts, erst wieder im 17. Jahrhundert zu erstarken, als wieder einzelne Familien jüdischen Glaubens nach Göttingen zogen. Aus dieser Entwicklung entstand das jüdische Bethaus in der damaligen Buchstraße (Prinzenstraße 17, heute mit Neubebauung).

### Baugeschichte
Nach der im Königreich Hannover verordneten Konstituierung von Synagogengemeinden mussten die Juden in Göttingen 1844 zusammen mit denen in Geismar und in Rosdorf einen Synagogenverband bilden.

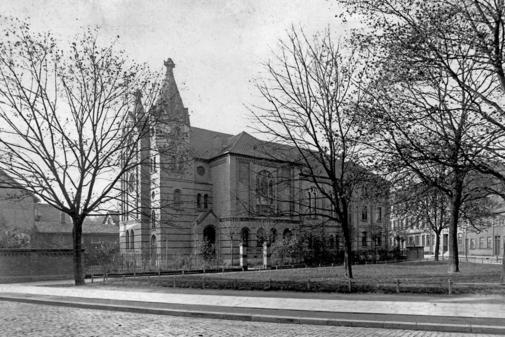
Synagoge Untere-Masch-Straße 13 (um 1935)

Da die frühere, um 1710/20 eingerichtete und 1783 neu erbauten Synagoge von etwa 50 qm Fläche auf dem hinteren Teil eines Grundstücks in der Prinzenstraße 17 sowie auch das vorgelagerte Schul- und Wohnhaus in einem schlechten baulichen Zustand waren und sich die Zahl der Gemeindeangehörigen stark vergrößert hatte, ließ die jüdische Gemeinde nach Plänen des Göttinger Maurermeisters Eduard Freise in den Jahren 1869–1874 eine neue Synagoge im neuromanischen Stil errichten. Ausgewählt wurde in etwa 250 m nordwestlicher Entfernung vom bisherigen Standort ein unbebautes Grundstück gegenüber des Amt- und Gefangenhauses an der Obere-Masch-Straße 13. Die Baukosten betrugen etwa 20.000 Reichstaler.
Gut 20 Jahre später bedingte der weitere Zuzug von Juden nach Göttingen eine Erweiterung der Synagoge nach Plänen des Architekten Hans Breymann, die 1895 feierlich eingeweiht werden konnte. Statt der bisherigen 200 verfügte die Synagoge nun über circa 450 Plätze. Die überlieferten Abbildungen und Pläne zeigen den Zustand nach der Erweiterung, wobei in den Grundrissen die neuen Bauteile farblich rot markiert sind.

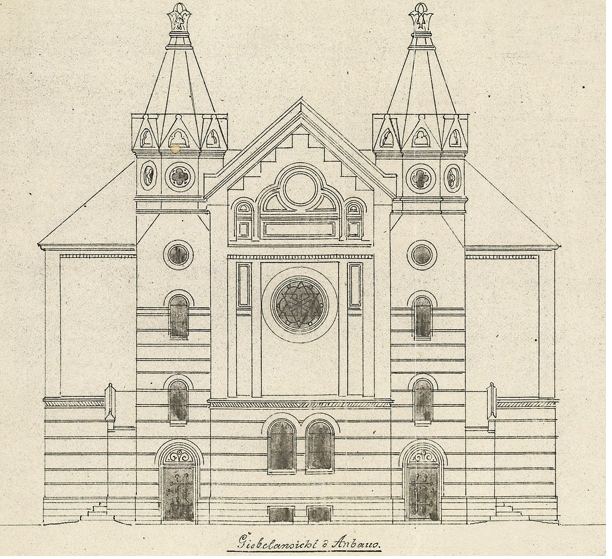
Ansicht der Ostfassade
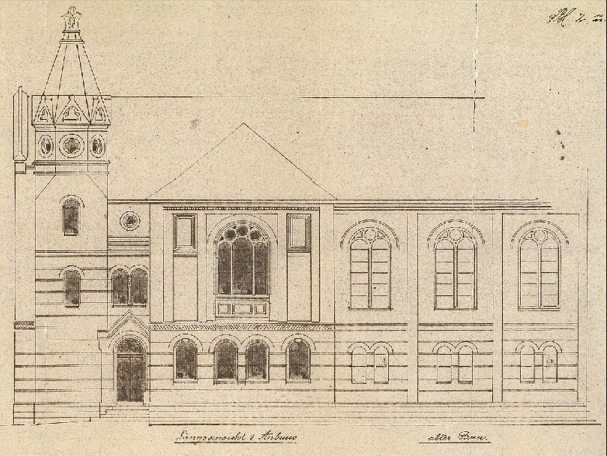
Ansicht der Nordseite
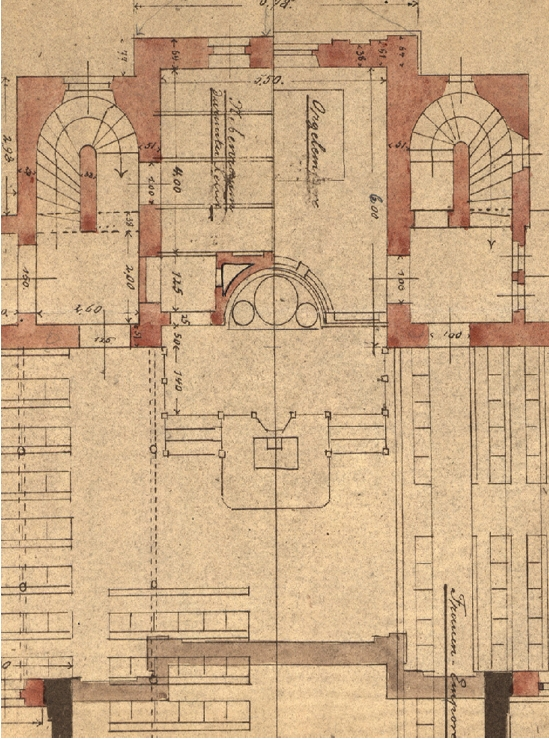
Grundriss des Erdgeschosses
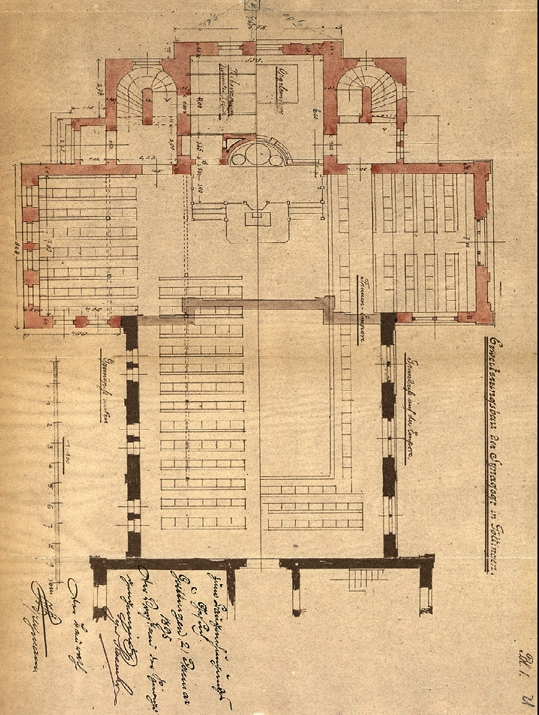
Grundriss des Emporengeschosses

## Zerstörung und Nachkriegszeit

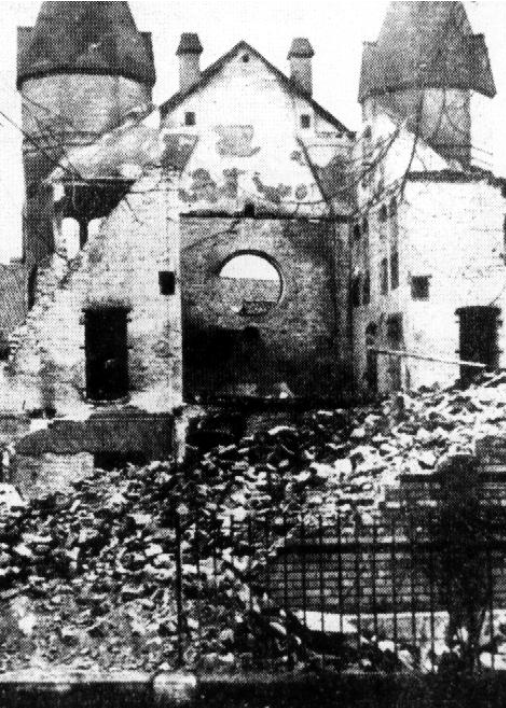
Zerstörte Göttinger Synagoge, 10. November 1938

Im Rahmen des Novemberpogroms 1938 trafen am späten Abend des 9. November 1938 gegen 23 Uhr im des Göttinger Rathauses der SS-Standartenführer Friedrich Steinbrink, der Oberbürgermeister Albert Gnade, der Leiter der Feuerwehr Wilhelm Rodenwald und die Leitung der Kriminalpolizei Göttingen zusammen, um zu beraten, wie die Göttinger Synagoge am besten anzuzünden sei. Dann brachte Rodenwald Benzinvorräte zur Synagoge und die Freiwillige Feuerwehr stand unter der Leitung von Hermann Grote bereit, um angrenzende Häuser vor dem Flammen zu schützen, als Mitglieder der SS die Synagoge am 10. November 1938 um ein Uhr nachts in Brand setzten, die daraufhin ausbrannte. Am Vormittag des 10. November 1938 wurden die stehen gebliebenen Fassaden der Synagoge kontrolliert gesprengt. Zahlreiche Schaulustige aus der Göttinger Bevölkerung begleiteten die endgültige Zerstörung und Sprengung der Synagoge.
Das Grundstück wurde 1940 an den Göttinger Spar- und Bauverein verkauft. Im Jahre 1952 erhielt die Jüdische Gemeinde das Grundstück zurückgegeben, wurde aber von ihr nicht genutzt, so dass es an den Deutschen Gewerkschaftsbund veräußert wurde, der 1955 auf dem Grundstück ein Gewerkschaftshaus (Obere-Masch-Straße 10) errichtete. Der dreieckige Platz nördlich vor dem eigentlichen Synagogenstandort blieb bis zur Errichtung des Mahnmals jahrzehntelang ein Parkplatz.

## Gedenken und Mahnmal Synagoge
Im Jahr 1960 wurde an dem Gewerkschaftshaus auf dem ehemaligen Synagogengrundstück eine kleine Gedenktafel für die Synagoge angebracht. Weil diese Tafel als nicht angemessen erschien, beschloss der Rat der Stadt 1970 die Errichtung eines Mahnmals, das 1973 auf dem Dreiecksgrundstück, also neben dem historischen Synagogenstandort – vor dem Göttinger Gefängnis an der Ecke Obere-/Untere-Masch-Straße – eingeweiht wurde. Das sogenannte Mahnmal Synagoge ist eine von dem italienischen Künstler Corrado Cagli entworfene, platzgreifende Großplastik aus pyramidenförmig aufgestapelten Stahlrohrdreiecken, die auf der Grundform eines Davidsterns steht und in ihrer Drehung eine Flamme symbolisieren soll. Am 6. Dezember 1991 beschloss der Stadtrat, den Platz des Mahnmals als „Platz der Synagoge“ zu benennen.

Am 9. November jeden Jahres findet am Mahnmal auf dem Platz der Synagoge eine zentrale Gedenkveranstaltung der Göttinger Gesellschaft für christlich-jüdische Zusammenarbeit und gemeinsam mit der Stadt Göttingen statt, während der auf Kapitel der Göttinger Geschichte in der Zeit des Nationalsozialismus eingegangen wird. So wurde im Laufe der Jahre beispielsweise der von der Universität verwiesenen Wissenschaftler gedacht oder an einzelner verfolgte Familien.

Mahnmal Synagoge
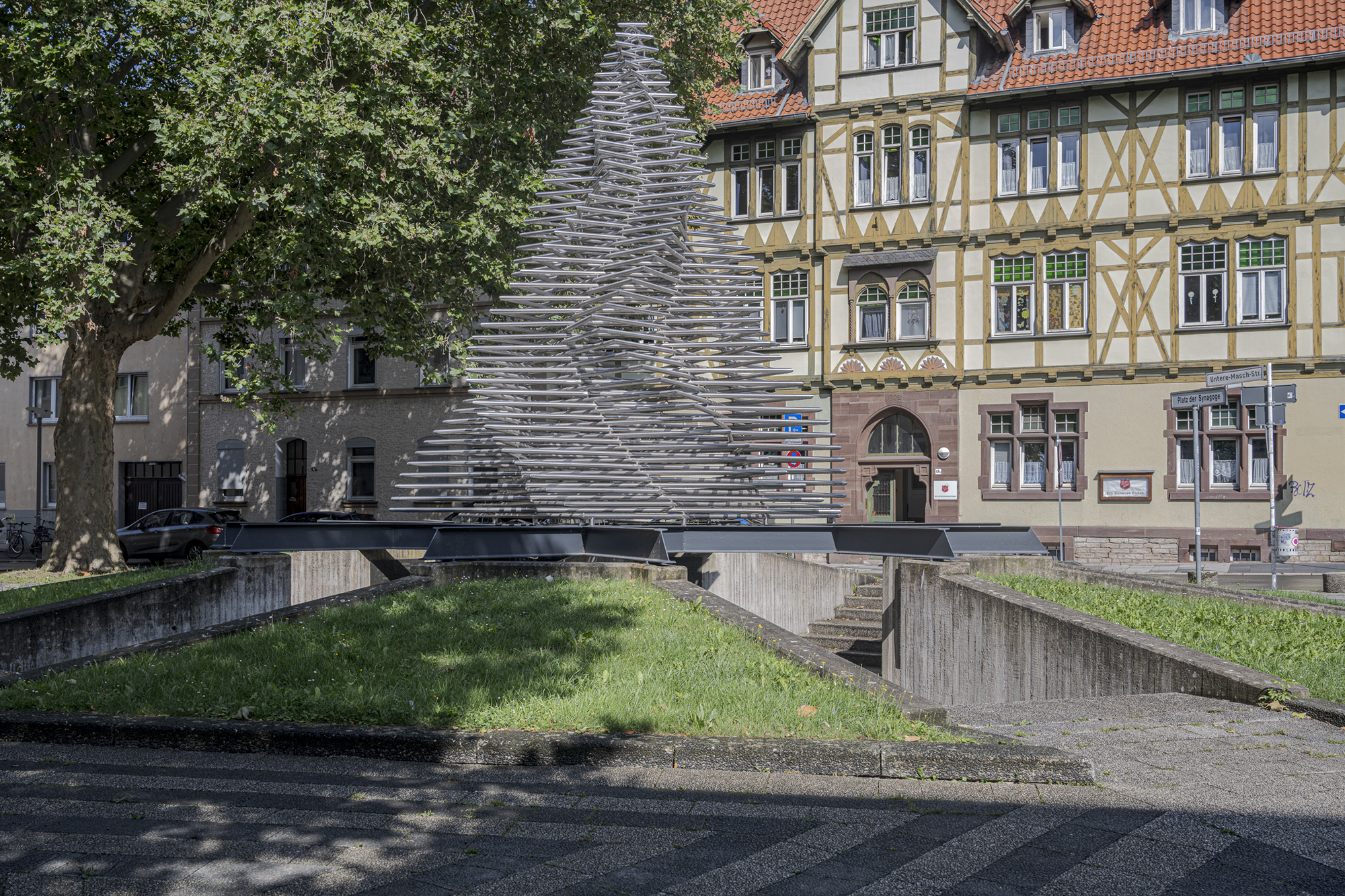
Mahnmal Synagoge
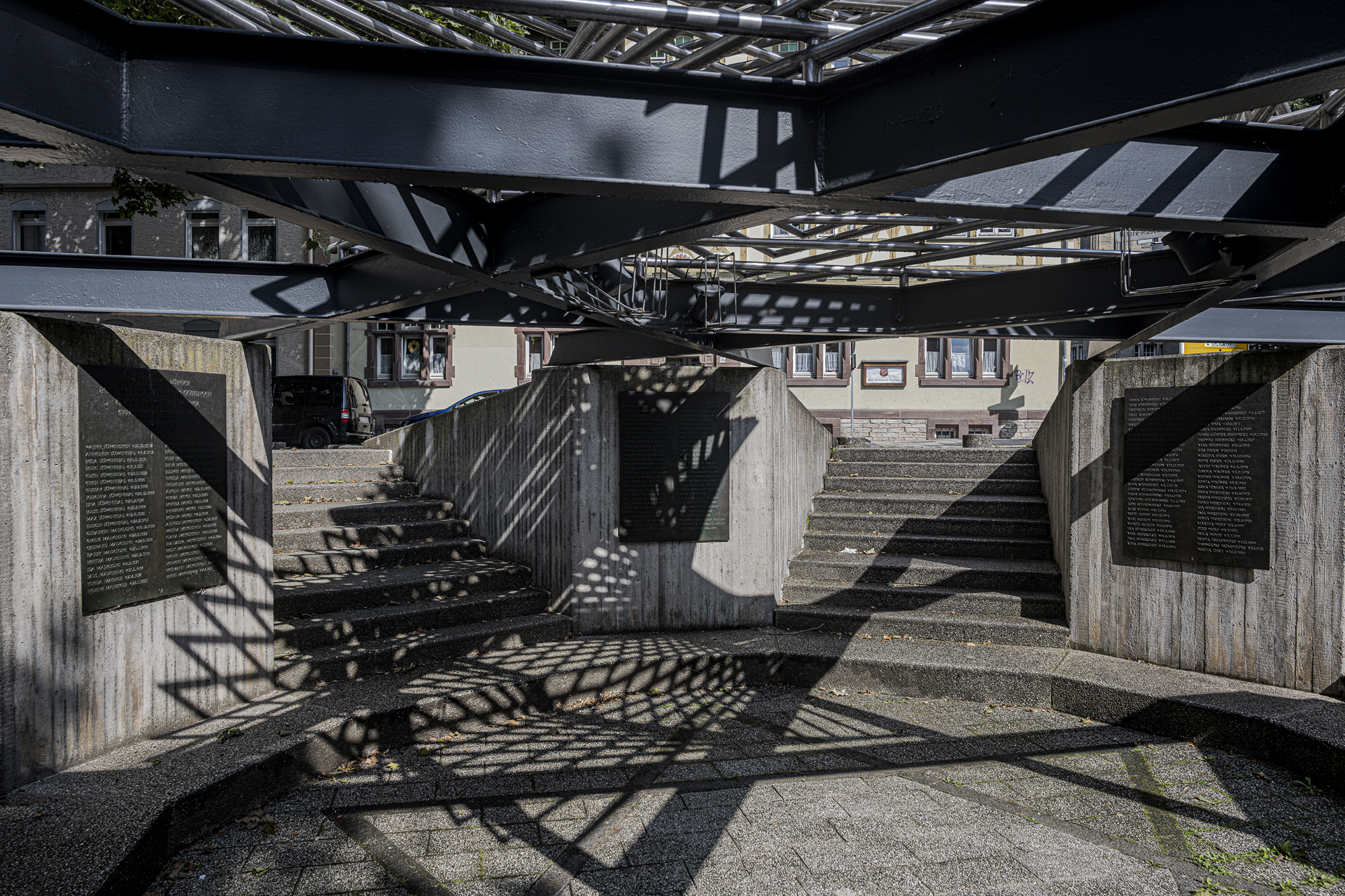
Untergeschoss des Mahnmals mit Gedenktafeln
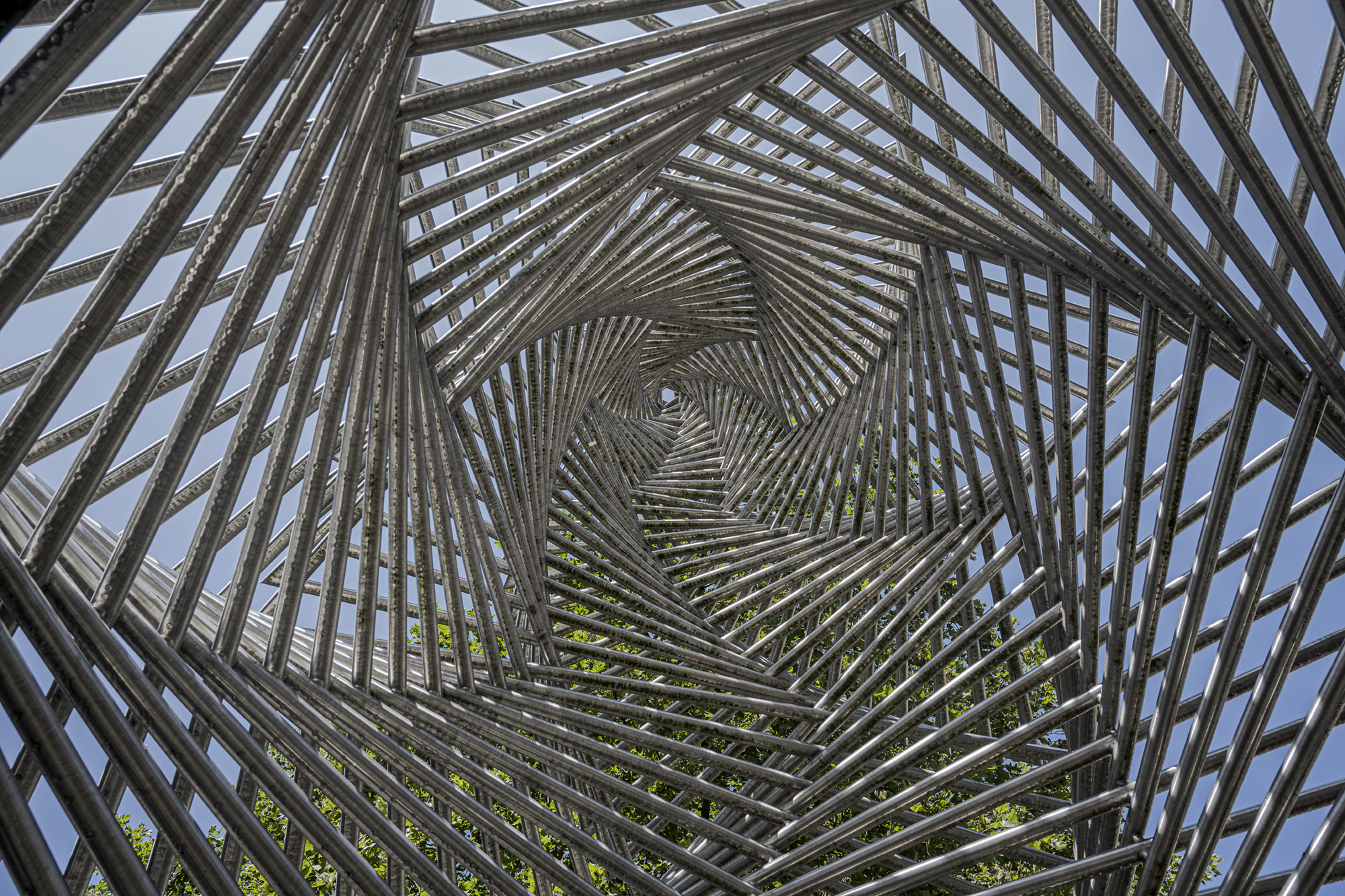
Blick von unten nach oben in die Stahlrohrskulptur